# アメリア (小惑星)
アメリア (986 Amelia) は小惑星帯に位置する小惑星である。バルセロナのファブラ天文台でホセ・コマス・ソラによって発見された。
その名前の由来は、発見者の妻にちなんで命名された。